# Biston regalis
Biston regalis es una especie de polilla de la familia Geometridae. La especie fue descrita por primera vez por Frederic Moore en 1888 y se puede encontrar distribuido con endemismo en las montañas de Himalaya al norte de India.